# جون إتش دونكان
جون إتش دونكان (بالإنجليزية: John H. Duncan)‏ هو مهندس معماري أمريكي، ولد في 1855، وتوفي في 18 أكتوبر 1929.

## وصلات خارجية
- جون إتش دونكان على موقع الموسوعة البريطانية (الإنجليزية)